# Andy Griffiths
Andy Griffiths (Melbourne, 3 september 1961) is een Australisch schrijver. Hij schrijft de serie boeken De waanzinnige boomhut en heeft onder andere Het Waanzinnige Boek Over Het Lichaam, Het Waanzinnige Boek Over De Billosaurus En Andere Dino’s en Hoe Schrijf Je Zelf Een Waanzinnig Boek? geschreven.
Al zijn boeken zijn geïllustreerd door illustrator Terry Denton.
Zijn boeken worden door kinderen in Nederland erg gewaardeerd. Met de Nederlandse vertalingen van De waanzinnige boomhut won Griffiths, samen met Terry Denton driemaal, in 2017, 2018 en 2020, de Prijs van de Nederlandse Kinderjury. Deze prijswinnende boeken werden in het Nederlands vertaald door Edward van de Vendel.